# Аргириос Псарис
Аргириос Псарис (на гръцки: Αργύριος Ψάρρης) е гръцки политик от XX век.

## Биография
Роден е в сярското село Кюпкьой (Проти). Завършва право и работи като адвокат в Сяр. Избиран е за депутат от Сяр в 1951, 1956, 1958, 1961 година. Кум е на Константинос Георгиу Караманлис. Името му носи улица в Сяр.